# 90 Days, Time to Love
90 Days, Time to Love (hangul: 90일, 사랑할 시간; hanja: 90日 사랑할 時間; rr: 90il, Saranghal Sigan; MR: 90il, Saranghal Shigan) é uma série de televisão sul-coreana de 2006 estrelada por Kang Ji-hwan, Kim Ha-neul, Jung Hye-young e Yoon Hee-seok. Foi ao ar na MBC de 15 de novembro de 2006 a 4 de janeiro de 2007, às quartas e quintas às 21h55 (KST), totalizando 16 episódios.

## Sinopse
Hyun Ji-seok (Kang Ji-hwan), um professor universitário, e Go Mi-yeon (Kim Ha-neul), uma roteirista, eram namorados no ensino médio que descobrem que são primos. Eles se separam, mas se sentem atraídos novamente quando se veem novamente em Seul, quatro anos depois. Eles decidem abandonar tudo e partir para a América para se casarem. Porém, o pai de Ji-seok descobre e corre na frente de um caminhão, suicidando-se, para que o filho não vá. Embora seus vistos tenham sido emitidos recentemente, Ji-seok não pode se casar com Mi-yeon sabendo que o relacionamento deles foi a causa da morte de seu pai. Ele abandona Mi-yeon e se casa com Park Jeong-ran (Jung Hye-young), filha do rival de negócios de seu pai, que está apaixonada por ele. Eles têm uma filha, mas o casamento não possui amor. Mi-yeon se casa com outro homem, Kim Tae-hoon (Yoon Hee-seok).
Nove anos depois, quando Ji-seok descobre que está com uma doença terminal e tem apenas 90 dias de vida, ele procura sua ex-namorada e prima, Mi-yeon, e pede a ela para passar seus últimos dias de vida juntos.

## Elenco

### Principal
- Kang Ji-hwan como Hyun Ji-seok[3]
- Kim Ha-neul como Go Mi-yeon[3]
- Jung Hye-young como Park Jeong-ran[3]
- Yoon Hee-seok como Kim Tae-hoon[3]

### De apoio
- Kim Hyung-bum como Park Deok-goo, amigo de Ji-seok[3]
- Yoon Hyun-sook como Kim Wal-sook, amiga de Mi-yeon[3]
- Choi Sung-ho como Boo Byung-chan, amigo de Ji-seok[3]
- Ha Jae-young como pai de Mi-yeon
- Kim Hye-ok como mãe de Ji-seok
- Lee Jae-yong como pai de Ji-seok
- Lee Jang-woo como colega de classe de Mi-yeon

## Transmissão internacional
Foi ao ar no BS Japan, canal a cabo japonês, em junho de 2008.
Na Tailândia, foi ao ar todos os dias de 18 de março de 2009 a 21 de abril de 2009 no Channel 3.